# Thomas Thiemeyer
Thomas Thiemeyer (1963–) német illusztrátor és író.

## Élete
Művészetet és geológiát tanult Kölnben. Első gyerekkönyvét 1989-ben adta ki a Ravensburger könyvkiadó, ahol Thiemeyer ekkor már grafikai tanácsadóként is dolgozott. Két évvel később szabadúszó művész lett, így videojátékokat, gyerekkönyveket, könyvborítókat és sok más vizuális anyagot tervezett. Többek között dolgozott a Heyne-nek, az Arena-nak, a Fantasy Productions-nek, a Beltz & Gelbergnek, a HarperCollins-nak, a Random House-nak és a Wizards of the Coastnak. Legutóbb Darren Aronosfky amerikai rendezővel működött együtt, ennek eredményéről 2014 áprilisában lehet többet megtudni. Munkáját több alkalommal is kitüntették Kurd Lasswitz díjjal és a German Fantasy díjjal.
2004-ben megjelent első regénye, a Medusa nemzetközi szinten is nagy sikerre tett szert. Ezt sok más könyve követte, melyek közül nem egy büszkélkedhet bestseller státusszal. Munkáit több nyelvre is lefordították, többek között spanyolra, hollandra, lengyelre, oroszra, koreaira, olaszra, törökre, kínaira, portugálra, szlovénre és még magyarra is. Idén tavasszal jelenik meg elsőként magyarul A felfedezők krónikája – Az esőfalók városa című műve.
Regényei általában a klasszikus kalandregény szerkezetét követik, miközben ősi korok felfedezésével, és rejtélyes erőkkel való küzdelemmel vegyes cselekményszálat visznek.

## Regényei
- Medusa, 2004
- Reptilia, 2005
- Magma, 2007
- Nebra 2009
- Az esőfalók városa, 2009 (magyarul megjelenik: 2014 márciusában)
- Korona, 2010
- The palace of Poseidon, 2010

## Magyarul
- Felfedezők krónikája. Az esőfalók városa; ford. Tátrai Zsuzsa; Pongrác, Bp., 2013
- Felfedezők krónikája. Poszeidón palotája; ford. Gémes Szilvia; Pongrác, Bp., 2015

## Fordítás
- Ez a szócikk részben vagy egészben  a   Thomas Thiemeyer című angol Wikipédia-szócikk fordításán alapul.  Az eredeti cikk szerkesztőit annak laptörténete sorolja fel. Ez a jelzés csupán a megfogalmazás eredetét és a szerzői jogokat jelzi, nem szolgál a cikkben szereplő információk forrásmegjelöléseként.